# Falun
Falun este un oraș în Suedia. Este de asemenea capitala județului Dalarna. Formele Falun, împreună cu Borlänge, o zonă metropolitană cu aproape 100.000 de locuitori.
Falun a fost inițial renumit pentru mina de cupru și este astăzi un serviciu important și un oraș industrial chiar dacă mina este închisă (din 1992).
Faluån este un fluviu care curge prin oraș separându-l în două părți. Mina de cupru Falu este situată pe una dintre laturile care timp de mai multe secole a fost una dintre principalele afaceri ale Suediei. Această parte a râului a fost denumită de obicei "partea minieră", unde nu au crescut multe plante datorită fumului toxic care a contaminat solul. Pe cealaltă parte a râului unde fumul nu a atins stabilește un număr mare de vile frumoase și mari ceea ce face ca această parte să fie numită "partea încântătoare". Centrul Falun este format din străzi clasice de pietoni, cu magazine mici. În 1998 orașul a recuperat premiul "centrul orașului al anului" în Suedia.
Anul 2001 orașul mina de cupru și zonele miniere ale Falunului au fost adăugate la lista patrimoniului mondial de către Organizația Națiunilor Unite, ceea ce înseamnă că orașul merită să fie păstrat, deoarece este considerat a fi de interes pentru întreaga omenire. Universitatea Dalarna cu cei 18 000 de studenți, are un campus situat în Falun - aproape de stadionul național de schi unde campionatul mondial de schi a avut loc de mai multe ori, inclusiv ultimul din 2015.

## Istoric
Orașul Falun este cunoscut că a existat în secolul al XIV-lea ca loc de piață pentru țările învecinate. Industria minieră pentru cupru a fost o afacere locală de la mijlocul secolului al XIII-lea, sau chiar mai devreme de 1000, iar organizația de extragere a cuprului și a aurului de la Stora Kopparberget este considerată a fi cea mai veche întreprindere încă existentă lume, sa dovedit a fi activă din 1347, când statutul său a fost acordat de regele Magnus al IV-lea al Suediei. Prima parte din companie datează încă din 1288.

## Arhitectura istorică
Stora Gruvstugan a fost proiectat de Eric Geisler și a fost construit între anii 1771-1785 într-un stil rococo, denumit și Baroc târziu. Clădirea este situată de Falun Copper Mine și a fost biroul principal al minei de cupru. În 1882 clădirea a fost reconstruită în muzeul Berslagets. La începutul anilor 1920, mineritul sa apropiat de structura care a făcut-o fragilă și reparații extinse au fost făcute în clădire.
Västra Skolan a fost construită în 1915 pe baza unui design al arhitectului orașului Falun, Klas Boman. Clădirea funcționa ca o școală până în 2010. Turnul a fost o replică a lui Kristine Kyrka, din care se putea vedea întregul oraș construit.
Egnellska Huset a fost construită în 1903 și a fost proiectată de primul arhitect al orașului Falun, Klas Boman. Clădirea a funcționat ca o clădire rezidențială modernă. Clădirea a fost inițial o culoare galben deschis și apoi recolorată într-o culoare mai galben strălucitoare. După două incendii separate în 2007 și 2008, clădirea a fost restaurată la aspectul original.
Falugatan este o stradă în Falun și a funcționat din secolul al XV-lea ca o legătură între Falunul de Est și cel vestic. Datorită amplasării sale pe râu, acest site a devenit un important site comercial pentru oraș. Când Falun a devenit oficial un oraș în 1641 această stradă numește orașul pentru Falun. Stradă a păstrat apariția până în anii 1960, când Falun a fost modernizat arhitectural. În timpul anilor 1960, patru dintre cele cinci clădiri din secolul al XVIII-lea au fost demolate și astăzi, Horsetul Körsnerska este singurul care rămâne în aspectul său original.
Centralpalatset este o clădire situată pe Stora Torget din Falun și este o clădire monumentală, decorată în Art Nouveau. A fost construită între 1895-1896 și a fost proiectată de arhitectul local Ferdinand Boberg. Autorul Selma Lagerlöf a locuit în clădire și a scris aici Aventurile minunate ale lui Nils. În 1947 balcoanele inițiale au fost înlăturate, iar în 1955 întreaga clădire se confrunta cu o renovare în care fațada a fost reproiectată, iar întreaga casă a scăzut, făcându-l mai scurt și mai plăcut
Wiklunds Glas a fost o clădire pe Åsgatan în Falun și a fost proiectată într-o combinație între Art Nouveau și Renașterea din Țările de Jos. Clădirea a fost proiectată de arhitectul J.Wernfeldt și a funcționat ca o locație pentru o companie de sticlă. Clădirea a fost demolată în 1971 când Falunul a fost modernizat.
Geislerska Huset a fost construită între 1765 și 1768 de Eric Geisler. Clădirea a fost construită printr-o tehnică care mai târziu a fost denumită tehnica lui Eric Geisler. A fost cea mai veche clădire din lume construită cu piatră de zgură de cupru. Clădirea a fost demolată în 1977 iar astăzi este o clădire de birouri.
Rådhuset (Primăria) este situat pe Stora Torget din Falun. A fost construită între 1649 și 1653, inițial ca o clădire de un etaj dar în anii 1960 a fost adăugat un al doilea etaj în clădire. În 1761 clădirea a fost distrusă într-un incendiu dar a fost repede reconstruită și astăzi se află pe același loc.
Varmbadhuset o instalație comunitară de piscină în Falun. A fost proiectat într-un stil romantic național de către arhitectul orașului Klas Boman și a fost construit în 1911. În anii 1960 a fost planificat un centru sportiv pentru Falun, iar Varmbadhuset și-a pierdut importanța și sa confruntat cu demolarea în 1974 în ciuda protestelor puternice ale locuitorilor din Falun. Pe site-ul de astăzi este secția de poliție.
În 1961 a fost organizat un concurs de arhitectură în Falun. Cartierul (Falan) între partea vestică a Stora Torget și Faluån urma să fie modernizat. Competiția a fost câștigată de Uhlin och Malms Arkitektkontor din Stockholm. Designul final a fost construit în 1968 cu două clădiri de-a lungul laturii vestică a Plaza. Din anul 1968 clădirile au fost reconstruite de mai multe ori.

## Educație
Există o serie de școli elementare în Falun, precum și o serie de gimnazii.
Pentru educație, orașul deține parte din Colegiul Universitar din Dalarna (Högskolan Dalarna).

## Astăzi
Falun este orașul natal al bătăliei, una dintre cele mai cunoscute competiții de snowboard din lume.
Lacul Runn este vizitat atât în timpul iernii, pentru patinajul de gheață, cât și în vara pentru o mare varietate de sporturi nautice. Popularitatea sa este bine meritată pentru că lacul în sine este de peste 60 de kilometri pătrați de apă și are peste 50 de insule. În special, oportunitățile de navigație și de pescuit sunt extraordinare. Framby Udde Resort oferă multe dintre acestea în parteneriat cu alte întreprinderi mici.
Subprodusele de fier și cupru din mină sunt încă folosite ca ingrediente de vopsea, în producția de vopsea Falu roșu bine cunoscută și importantă din punct de vedere cultural, folosită în special pe casele de lemn.

## Festivalul anual de muzică
Începând cu anul 2008, Falun a fost casa unui festival rock și metal numit Sabaton Open Air: Rockstad Falun

## Demografie

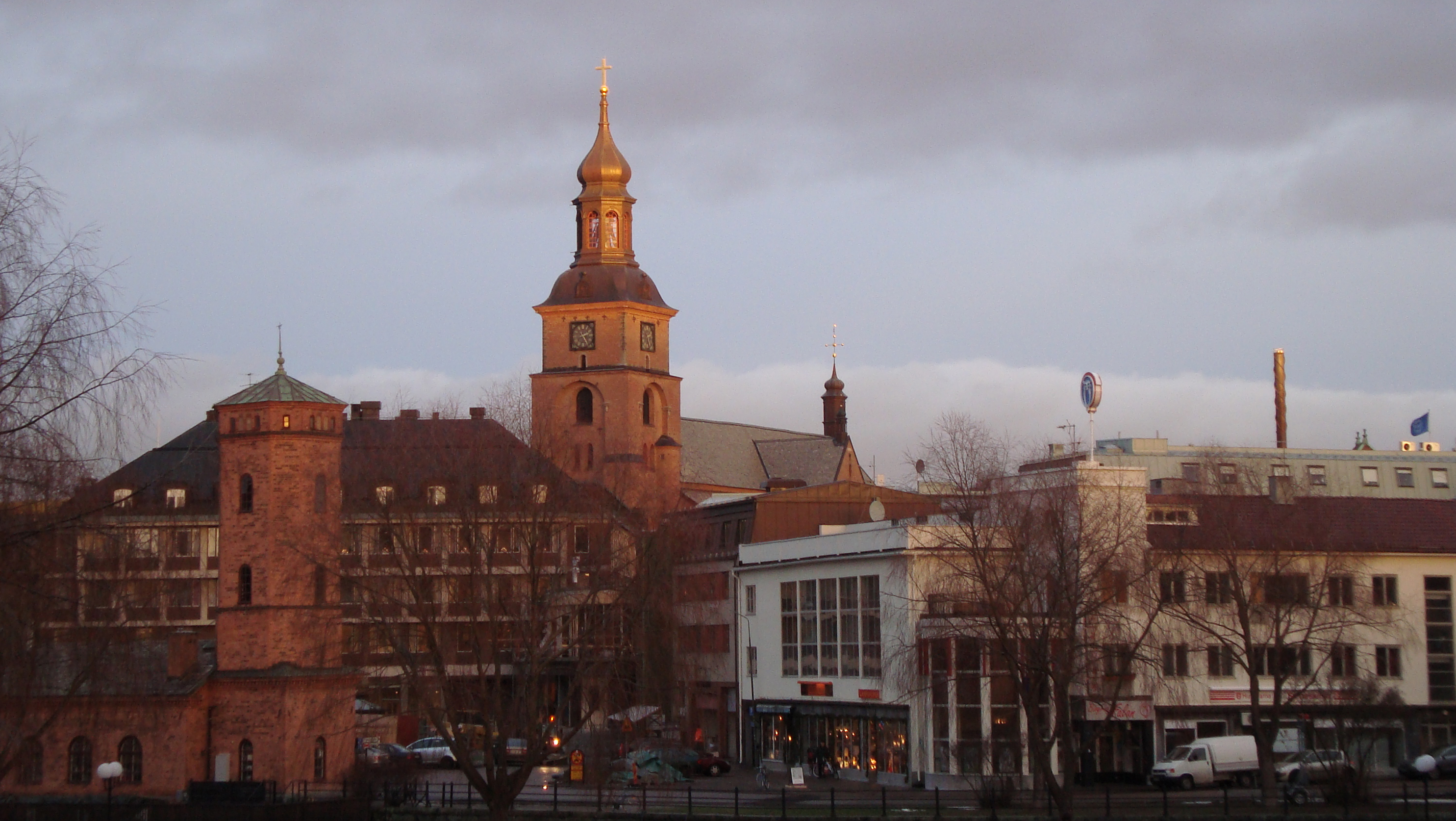
Falun

| \| Evoluția demografică a zonei urbane Falun, 1970–2015 \| Evoluția demografică a zonei urbane Falun, 1970–2015 \| Evoluția demografică a zonei urbane Falun, 1970–2015 \| Evoluția demografică a zonei urbane Falun, 1970–2015 \| Evoluția demografică a zonei urbane Falun, 1970–2015 \| \| --------------------------------------------------------------------------------------- \| ---------------------------------------------------- \| ---------------------------------------------------- \| ---------------------------------------------------- \| ---------------------------------------------------- \| \| An \| \| \| Locuitori \| \| \| 1970 \| 1970 \| \| 28.788 \| 28.788 \| \| 1975 \| 1975 \| \| 30.073 \| 30.073 \| \| 1980 \| 1980 \| \| 32.374 \| 32.374 \| \| 1990 \| 1990 \| \| 34.615 \| 34.615 \| \| 1995 \| 1995 \| \| 35.931 \| 35.931 \| \| 2000 \| 2000 \| \| 35.315 \| 35.315 \| \| 2005 \| 2005 \| \| 36.447 \| 36.447 \| \| 2010 \| 2010 \| \| 37.291 \| 37.291 \| \| 2015 \| 2015 \| \| 37.000 \| 37.000 \| \| Sursa: SCB - Statistika Centralbyrån, Folkmängden per tätort. Vart femte år 1960 - 2016 \| \| \| \| \| |      |  |           |        |
| Evoluția demografică a zonei urbane Falun, 1970–2015 |      |  |           |        |
| An |      |  | Locuitori |        |
| 1970 | 1970 |  | 28.788    | 28.788 |
| 1975 | 1975 |  | 30.073    | 30.073 |
| 1980 | 1980 |  | 32.374    | 32.374 |
| 1990 | 1990 |  | 34.615    | 34.615 |
| 1995 | 1995 |  | 35.931    | 35.931 |
| 2000 | 2000 |  | 35.315    | 35.315 |
| 2005 | 2005 |  | 36.447    | 36.447 |
| 2010 | 2010 |  | 37.291    | 37.291 |
| 2015 | 2015 |  | 37.000    | 37.000 |
| Sursa: SCB - Statistika Centralbyrån, Folkmängden per tätort. Vart femte år 1960 - 2016 |      |  |           |        |